# Geplande veroudering

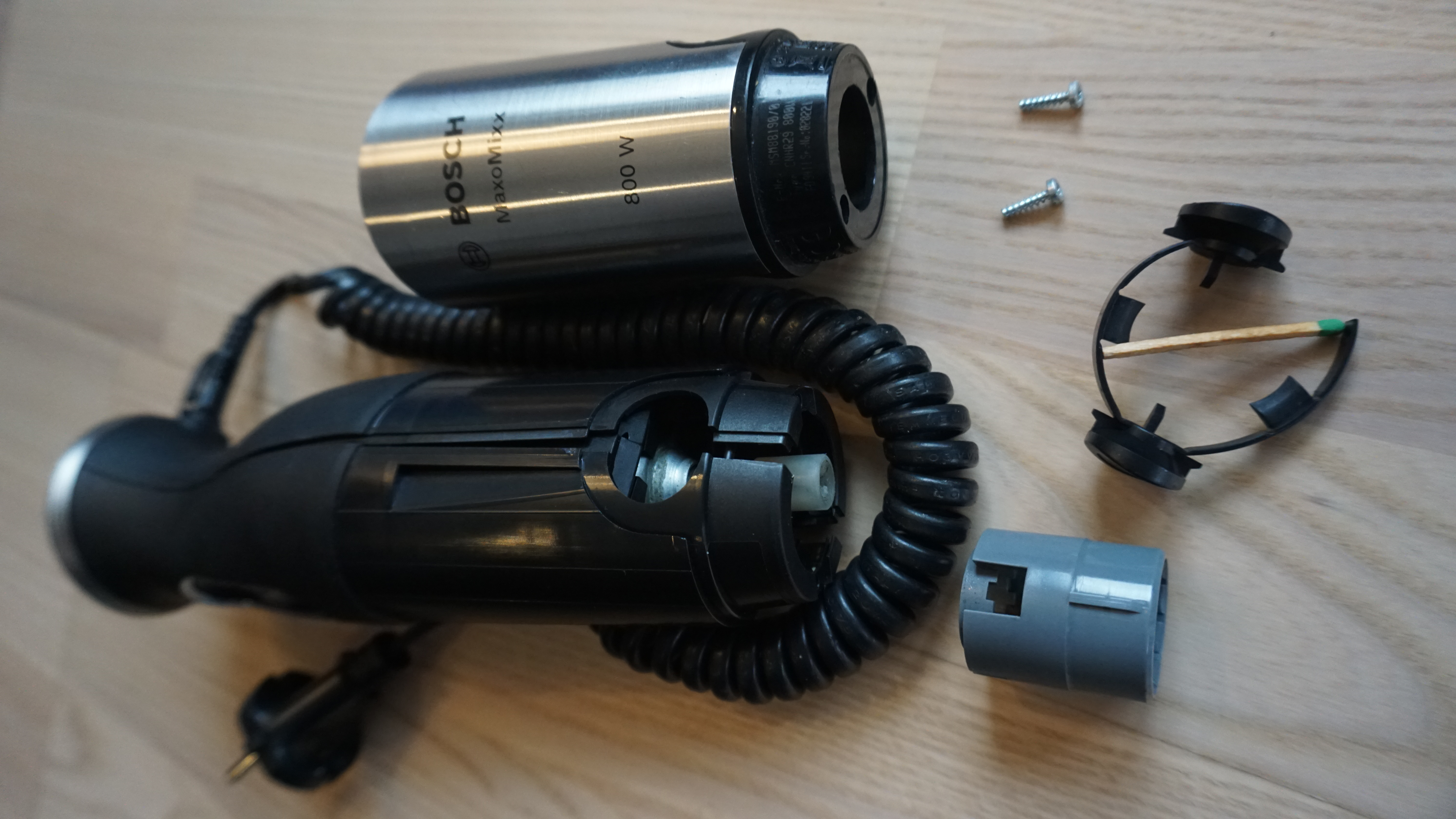
Geplande veroudering: Een Bosch-blender met een plastic ring (aangewezen door de luciferkop) die ontworpen is om te breken na een bepaald aantal vermoeiingen, waarna de consument dit verhoudingsgewijs dure onderdeel of een heel nieuw apparaat moet aanschaffen.

Geplande veroudering (ook wel geprogrammeerde veroudering, ingebouwde veroudering, geplande slijtage, of planned obsolescence in het Engels) is een methode van industrieel ontwerp die inhoudt dat producten bewust ontworpen worden met een beperkte levensduur. Het doel is een snellere veroudering zodat de consument sneller genoodzaakt wordt om het product opnieuw aan te schaffen, ofwel omdat het uit de mode is, ofwel omdat het niet meer werkt. Naast een beperkte levensduur kan ook slechte herstelbaarheid als geplande veroudering worden beschouwd: voor goedkopere spullen overstijgen de herstelkosten vaak de aankoop van een nieuw toestel.
Bekende voorbeelden zijn Apples Time Capsule, die het massaal laten afweten ongeveer 18 maanden na aankoop, en software-updates voor de iPhone die het toestel bewust trager maken. Daarnaast bleek uit onderzoek van Arizona State University dat de levensduur van desktopcomputers tussen 1985 en 2010 zowat twee derde verminderde: van gemiddeld 10,7 tot 3,5 jaar. Ook inkjetprinters zijn niet vrij van controverse: in elke inktjetprinter zou een telsysteem zitten dat de printer na een bepaald aantal prints lam legt. Die maatregel zou zijn genomen om te vermijden dat het reservoir om overtollige inkt op te vangen op termijn gaat overlopen. In december 2010 verscheen de documentaire The Light Bulb Conspiracy, die de problematiek van geplande veroudering aan de kaak stelt. Uitgangspunt is het Phoebus-kartel, een kartel uit 1924 tussen de vier grootste gloeilampfabrikanten om de levensduur van hun product doelbewust en gecoördineerd te beperken.
In oktober 2013 riep het Europees Economisch en Sociaal Comité op tot nultolerantie op vlak van geplande veroudering. Dit zou tot jobcreatie en betere consumentenbescherming leiden, alsook maatschappelijk verantwoord ondernemen ondersteunen
In Italië kregen Apple en Samsung respectievelijk een boete van tien en vijf miljoen euro omdat hun software-updates apparaten vertraagden.
In Frankrijk is geplande productveroudering strafbaar als oneerlijke handelspraktijk.
Geplande veroudering wordt veroordeeld omdat het een zinloos verbruik van beperkt beschikbare grondstoffen in de hand zou werken. Echter kan ook beargumenteerd worden dat geplande veroudering de opening kan bieden voor vernieuwde producten en het behouden van banen. Dit is herkenbaar in de productie van modegevoelige consumentenartikelen zoals bijvoorbeeld modieuze kleding en modieuze consumentenartikelen met een korte levensduur.